# Ženetka tečkovaná
Ženetka tečkovaná (Genetta genetta) je cibetkovitá šelma, která se svým dlouhým ocasem a skvrnitým kožichem podobá kočce, avšak na rozdíl od ní má špičatý čenich a jen částečně zatahovatelné drápy. Váží od 1,3 do 2,3 kg.

## Výskyt
Tato ženetka žije především v lesích, křovinatých a skalnatých krajinách, kde loví v noci hlodavce, ale rovněž se specializuje na lov hřadujících ptáků. Areálem výskytu je jihozápadní Evropa, Afrika a Blízký východ.

## Popis
Do čeledě cibetkovitých patří cibetky, ženetky a linsangové. Ženetky dorůstají střední velikosti, mívají dlouhý krk a hlavu, protáhlé tělo a krátké nohy. Stavbou lebky a zubů se podobají kočkovitým šelmám, ale mají vysoce vyvinuté vnitřní ucho. Ženetky patří mezi noční tvory. Obývají koruny stromů, mají dlouhý ocas, zatažitelné drápy a vztyčené zužující se boltce. Ženetky mají u pohlavních orgánů pachové žlázy, které produkují olejovitý výměšek, dříve hojně využívaný k výrobě parfémů.